# Pearl (drag queen)
Pour les articles homonymes, voir Pearl.
Matthew James Lent, plus connu sous le nom de scène Pearl Liaison, plus communément Pearl, est une drag queen et artiste américaine. Elle est principalement connu pour avoir participé à la septième saison de RuPaul's Drag Race, où elle finit seconde.

## Jeunesse
Matthew grandit à St. Petersburg, en Floride, avec sa mère et ses deux sœurs. Il passe son temps à dessiner « de vieilles femmes riches avec des bagues en diamant et des manteaux de fourrure », ce qui contribua à la création de son personnage de drag queen.

## Carrière
Matthew commence le transformisme en 2012 après avoir déménagé à Chicago, aux côtés de Kim Chi, avec le nom de scène Pearl. Il décrit son personnage comme une « pétasse robotique façon Les Femmes de Stepford ». Matthew avait originellement prévu de garder le transformisme comme un passe-temps, mais commence rapidement à programmer des spectacles de façon permanente. Plus tard, il déménage à Brooklyn.
En décembre 2014, Pearl est annoncée comme l'une des quatorze participantes de la septième saison de la compétition RuPaul's Drag Race. Malgré un lent départ dans la compétition, Pearl gagne deux défis durant la saison, et arrive jusqu'au stade de finaliste aux côtés de Ginger Minj et de Violet Chachki. Cette dernière est couronnée gagnante, faisant de Pearl sa seconde.
En août 2018, Pearl apparaît dans l'émission Hey Qween et décrit RuPaul comme ayant une personnalité « pourrie, dégoûtante » après avoir révélé que durant l'émission, Pearl avait déclaré à RuPaul qu'elle l'idolâtrait et que cette dernière avait répondu : « Rien de ce que tu dis n'importe tant que ces caméras ne tournent pas ». Après cette révélation, Pearl a révélé que les producteurs de l'émission l'avaient contacté pour lui annoncer qu'elle était sur la liste noire de RuPaul's Drag Race: All Stars et qu'elle n'avait aucune chance de réapparaître dans l'émission. Elle annonce : « Je n'étais pas assez stupide pour penser que j'avais une chance d'apparaître dans All Stars, et ce n'est pas ce que je voulais, mais me sanctionner ouvertement pour avoir été honnête sur quelque chose qu'il m'était arrivé après quatre ans de silence, c'est dégoûtant et honteux. »

## Autres projets

### Musique
Le 2 juin 2015, Pearl sort son album Pleasure, avec un clip pour son single Love Slave. Contrairement aux autres albums sortis par d'anciennes participantes de RuPaul's Drag Race, Pearl ne chante pas dans son album ; elle a cependant produit tout l'album. Ce dernier arrive onzième dans le classement EDM de Billboard aux États-Unis, et seizième dans le classement Heatseekers.

### Parfum
Le 2 juin 2015, Pearl annonce la sortie de son eau de parfum, Flazéda, avec la compagnie de parfum Xyrena,. Elle devient alors la première participante de Drag Race à sortir une eau de parfum. Cette dernière commence à être vendue le 30 juin 2015.

## Discographie

### Albums
| Titre    | Détails                                                                     | Position classement | Position classement |
| Titre    | Détails                                                                     | USDance             | USHeat              |
| -------- | --------------------------------------------------------------------------- | ------------------- | ------------------- |
| Pleasure | - Sortie : 2 juin 2015 - Label : Sidecar Records - Formats : Téléchargement | 11                  | 16                  |

### Singles
| Titre                            | Année | Album    |
| -------------------------------- | ----- | -------- |
| "Love Slave" (avec Jaylee Maruk) | 2015  | Pleasure |

### Autres apparitions
| Titre       | Année | Autre(s) artiste(s)       | Album                        |
| ----------- | ----- | ------------------------- | ---------------------------- |
| "Hey Booty" | 2015  | RuPaul, Miles Davis Moody | RuPaul Presents: CoverGurlz2 |

## Filmographie

### Télévision
| Année | Titre              | Rôle                  | Notes              | Référence |
| ----- | ------------------ | --------------------- | ------------------ | --------- |
| 2015  | RuPaul's Drag Race | Elle-même — Candidate | Saison 7 — Seconde | [ 19 ]    |

### Web-séries
| Année | Titre                        | Rôle      | Notes                                          | Référence |
| ----- | ---------------------------- | --------- | ---------------------------------------------- | --------- |
| 2015  | RuPaul's Drag Race: Untucked | Elle-même | Web-série complémentaire de RuPaul's Drag Race | [ 20 ]    |

### Clips
| Titre                     | Année | Directeur          | Référence |
| ------------------------- | ----- | ------------------ | --------- |
| "Hey Booty"               | 2015  | Matthew James Lent | [ 21 ]    |
| "Love Slave"              | 2015  | Michael Serrato    | [ 22 ]    |
| "Bettie" (Violet Chachki) | 2015  | Michael Serrato    | [ 23 ]    |